# Todd Glacier
Todd Glacier är en glaciär i Antarktis. Den ligger i Västantarktis. Argentina, Chile och Storbritannien gör anspråk på området. Todd Glacier ligger 817 meter över havet.
Terrängen runt Todd Glacier är huvudsakligen kuperad, men åt sydost är den bergig. Trakten är glest befolkad. Närmaste befolkade plats är San Martín Station, 11,9 kilometer söder om Todd Glacier. 